# Katalin Karikó
Katalin Karikó (født 17. januar 1955) er en ungarsk biokemiker.
Hendes arbejde med mRNA havde betydning for udvikling af mRNA-baserede vacciner til COVID-19 og for dette arbejde har hun siden 2020 modtaget en længere række videnskabspriser, herunder Nobelprisen i fysiologi eller medicin i 2023.
Nobelprisen var sammen med Drew Weissman og i motivation hed det "for deres opdagelser vedrørende nukleosidbasemodifikationer, der muliggjorde udviklingen af effektive mRNA-vacciner mod COVID-19".
Karikó voksede op i Kisújszállás, en by med omkring 10.000 indbyggere i midten af Ungarn.
Hun havde gode lærere i skolen og gymnasiet der inspirerede hende til en interesse i natur og biologi.
I 8. klasse deltog Karikó i en national biologikonkurrence og blev nummer tre.
Hun kom videre til Szeged Universitet hvor hun som studerende arbejdede i Ungarns videnskabsakademis biologiske forskningscenter.
Arbejdet herfra blev udgivet i 1985.
Samme år rejste Karikó med datter og ægtemand til USA efter en kontakt med Robert Suhadolnik på Temple Universitet i Philadelphia.
Katalin Karikós datter er Susan Francia (en), dobbelt OL-vinder i otter for kvinder.
- Datteren Susan Francia
- Arbejdsgiveren BioNTech i Mainz